# Championnat de Pologne de football 1976-1977
Navigation
Édition précédente Édition suivante
La saison 1976-1977 du championnat de Pologne est la quarante-neuvième saison de l'histoire de la compétition. Cette édition a été remportée par le Sląsk Wrocław, devant le Widzew Łódź.

## Les clubs participants
| Club               | Ville     |
| ------------------ | --------- |
| Arka Gdynia        | Gdynia    |
| GKS Tychy          | Tychy     |
| Gornik Zabrze      | Zabrze    |
| Lech Poznań        | Poznań    |
| Legia Varsovie     | Varsovie  |
| LKS Łódź           | Lódź      |
| Odra Opole         | Opole     |
| Pogoń Szczecin     | Szczecin  |
| ROW Rybnik         | Rybnik    |
| Ruch Chorzów       | Chorzów   |
| Sląsk Wrocław      | Wrocław   |
| Stal Mielec        | Mielec    |
| Szombierki Bytom   | Bytom     |
| Widzew Łódź        | Lódź      |
| Wisła Cracovie     | Cracovie  |
| Zagłębie Sosnowiec | Sosnowiec |

## Compétition

### Classement
| Rang | Équipe                 | Pts | J  | G  | N  | P  | Bp | Bc | Diff |
| ---- | ---------------------- | --- | -- | -- | -- | -- | -- | -- | ---- |
| 1    | Śląsk Wrocław          | 41  | 30 | 17 | 7  | 6  | 38 | 32 | +6   |
| 2    | Widzew Łódź            | 38  | 30 | 14 | 10 | 6  | 46 | 31 | +15  |
| 3    | Górnik Zabrze          | 37  | 30 | 15 | 7  | 8  | 41 | 32 | +9   |
| 4    | Stal Mielec (T)        | 36  | 30 | 14 | 8  | 8  | 42 | 30 | +12  |
| 5    | Zagłębie Sosnowiec (C) | 35  | 30 | 12 | 11 | 7  | 40 | 28 | +12  |
| 6    | Pogoń Szczecin         | 35  | 30 | 14 | 7  | 9  | 38 | 44 | -6   |
| 7    | ŁKS Łódź               | 33  | 30 | 12 | 9  | 9  | 35 | 29 | +6   |
| 8    | Legia Varsovie         | 30  | 30 | 12 | 6  | 12 | 40 | 38 | +2   |
| 9    | Wisła Cracovie         | 27  | 30 | 9  | 9  | 12 | 32 | 33 | -1   |
| 10   | Szombierki Bytom       | 27  | 30 | 11 | 5  | 14 | 34 | 35 | -1   |
| 11   | Arka Gdynia (P)        | 27  | 30 | 10 | 7  | 13 | 27 | 32 | -5   |
| 12   | Odra Opole (P) (L)     | 26  | 30 | 8  | 10 | 12 | 36 | 39 | -3   |
| 13   | Ruch Chorzów           | 26  | 30 | 8  | 10 | 12 | 30 | 40 | -10  |
| 14   | Lech Poznań            | 23  | 30 | 9  | 5  | 16 | 37 | 48 | -11  |
| 15   | GKS Tychy              | 21  | 30 | 5  | 11 | 14 | 33 | 41 | -8   |
| 16   | ROW Rybnik             | 18  | 30 | 5  | 8  | 17 | 29 | 46 | -17  |

| Légende | Légende |
| ------- | --- |
|         | Coupe des clubs champions européens 1977-1978 (1er tour)                                                                                  |
|         | Coupe d'Europe des vainqueurs de coupe 1977-1978 (1er tour)                                                                               |
|         | Coupe UEFA 1977-1978 (1er tour) |
|         | Relégué en II Liga |
|         | (T) : Tenant du titre 1975-1976 (C) : Vainqueur de la Coupe de Pologne 1976-1977 (L) : Vainqueur de la Coupe de la Ligue 1977 (P) : Promu |

## Bilan de la saison
| Tableau d'Honneur |                    |
| Compétition       | Vainqueur          |
| I Liga            | Śląsk Wrocław      |
| Coupe de Pologne  | Zagłębie Sosnowiec |
| Coupe de la Ligue | Odra Opole         |

| Promotions et relégations |                                 |
| Relégués en II Liga       | GKS Tychy ROW Rybnik            |
| Promus de II Liga         | Polonia Bytom Zawisza Bydgoszcz |

| Qualifications européennes 1977-1978   |                                      |
| Coupe des clubs champions européens    | Qualifié                             |
| 1er tour                               | Śląsk Wrocław                        |
| Coupe d'Europe des vainqueurs de coupe | Qualifié                             |
| 1er tour                               | Zagłębie Sosnowiec                   |
| Coupe UEFA                             | Qualifiés                            |
| 1er tour                               | Widzew Łódź Górnik Zabrze Odra Opole |

## Meilleurs buteurs
| # | Joueur              | Équipe             | Buts |
| - | ------------------- | ------------------ | ---- |
| 1 | Włodzimierz Mazur   | Zagłębie Sosnowiec | 17   |
| 2 | Leszek Wolski (pl)  | Pogoń Szczecin     | 16   |
| 3 | Władysław Dąbrowski | Legia Varsovie     | 14   |